# سینما انقلاب (تبریز)
سینما انقلاب یک سینما در شهر تبریز، ایران است.
این سینما که در حال حاضر متعلق به حوزه هنری می‌باشد در سال ۱۳۳۸ با یک سالن افتتاح شده است.